# JCSAT-11
O JCSAT-11 foi um satélite de comunicação geoestacionário japonês construído pela Lockheed Martin, e era para ter sido operado pela SKY Perfect JSAT Corporation. O satélite foi baseado na plataforma A2100AXS e sua vida útil estimada era de 15 anos. O mesmo foi destruído com a falha do lançamento.

## História
A JSAT Corporation do Japão assinou um contrato em outubro de 2005 com a Lockheed Martin para construir seu próximo satélite geoestacionário de telecomunicações, designado de JCSAT-11. O JCSAT-11 estava previsto para ser reservado inteiramente em órbita como um satélite de volta para outros satélites JCSAT após o seu lançamento em 2007. Os termos financeiros não foram revelados. O JCSAT-11 foi perdido em uma falha no lançamento.
No mesmo dia após o desastre do lançamento a JSAT Corporation ordenou a construção do satélite JCSAT-12 como um substituto para o perdido JCSAT-11, que foi lançado com sucesso em 2009.

## Lançamento
O satélite foi lançado ao espaço no dia 05 de setembro de 2007, por meio de um veículo Proton-M/Briz-M, lançado a partir do Cosmódromo de Baiconur, no Cazaquistão, mas o satélite foi perdido após o veículo lançador sofrer uma falha. Ele tinha uma massa de lançamento de 4.048 kg.

## Falha
A International Launch Services (ILS) sofreu uma falha no seu veículo de lançamento Proton-M com estágio superior Briz-M, que levava o satélite de telecomunicações JCSAT-11 para a JSAT Corporation do Japão.
O lançamento ocorreu no Cosmódromo de Baikonur, no Cazaquistão, mas logo após a ignição da segunda etapa, o veículo não conseguiu efetuar esta tarefa, e acabou caindo 30 milhas ao sudoeste de Dzhezkazgan.
O foguete Proton tem sido usado desde 1965, e em 2007, já realizou mais de 300 lançamentos com uma confiabilidade de 96 por cento. Esta é a primeira falha do ILS Proton desde março de 2006 e o quarto em geral até a data. A agência estatal russo formou uma comissão para investigar a causa da falha e recomendar medidas corretivas.
Mas após este lançamento fracassado o programa espacial russo até 2013, enfrentou uma série de falhas em seus laçamento com o foguete Proton-M/Briz-M.

## Capacidade e cobertura
O JCSAT-11 era equipado com 30 transponders em Banda Ku de alta potência e 12 em banda C de média potência que seria usado para fornecer serviços de telecomunicações para o Japão, a região da Ásia-Pacífico e Havaí.